# 4-es vízibusz (Velence)
A velencei, régi 4-es jelzésű vízibusz a San Marco megállótól induló belvárosi körjárat volt. A viszonylatot az ACTV üzemeltette.

## Története
Az eredeti 4-es vízibusz az 1986-tól 1990-ig a Piazzale Roma-tól a Lido, Santa Maria Elisabetta megállóig járt. 1997-ben újraindították, de Tronchetto megállóból való indulással. Ez a vonalvezetés 1998/99-es téli menetrend bevezetésééig élt, bár 1998-ban már a Lido, Casinòig közlekedett. 2001-től ismét újraindították, a 3-as turista gyorsjárat ellen irányú párjaként. Csak a nyári turistaszezonban közlekedett, egészen 2007-ig őszéig. Azóta nem jár.
A megszűnt 4-es járat története:
| Időszak     | Járat- szám | Megállók |
| ----------- | ----------- | --- |
| 1986 – 1988 | 4           | Piazzale Roma (Santa Chiara) – Ferrovia (Santa Lucia) – Rialto – San Tomà – Accademia – San Marco (Vallaresso) – San Zaccaria (Danieli) – Lido, Santa Maria Elisabetta (Gyorsjárat) |
| 1997 – 1998 | 4           | Tronchetto B – Piazzale Roma (Santa Chiara) – Ferrovia (Santa Lucia) – Rialto – San Tomà – Accademia – San Marco (Vallaresso) – San Zaccaria (Danieli) – Sant’Elena – Lido, Santa Maria Elisabetta |
| 1998        | 4           | Lido, Casinò – Lido, Santa Maria Elisabetta – San Zaccaria (Danieli) – San Marco (Giardinetti) – Accademia – San Samuele – Ferrovia (Santa Lucia) – Piazzale Roma – Tronchetto – (Canale Giudecca, megállás nélkül) – San Zaccaria (Danieli) – Lido, Santa Maria Elisabetta – Lido, Casinò (Turistajárat, csak ebben az irányban) |
| 2001 – 2007 | 4           | San Marco (Giardinetti) – Accademia – San Samuele – Rialto – Ferrovia (Santa Lucia) – Piazzale Roma – Tronchetto – (Canale Giudecca, megállás nélkül) – San Marco (Giardinetti) (Turistajárat, csak ebben az irányban) |

## Megállóhelyei
| sz. | idő (perc) | megállóhely neve             | látnivalók                                                                                        |
| --- | ---------- | ---------------------------- | ------------------------------------------------------------------------------------------------- |
| 0   | 0          | San Marco (Giardinetti)      | Szent Márk tér, Dózsepalota, Harry’s Bar, Palazzo Giustinian, Palazzo Tiepolo                     |
| 1   | 5          | Accademia                    | Accademia, Palazzo Contarini Zaffo, Palazzo degli Scrigni, Palazzo Cini, Palazzo Venier dei Leoni |
| 2   | 7          | San Samuele                  | San Samuele                                                                                       |
| 3   | 14         | Rialto                       | Rialto Mercato Vecchio, Pescaria                                                                  |
| 4   | 24         | Ferrovia (Scalzi)            | Scalzi                                                                                            |
| 5   | 28         | Piazzale Roma (Santa Chiara) |                                                                                                   |
| 6   | 37         | Tronchetto                   |                                                                                                   |
| 7   | 59         | San Marco (Giardinetti)      | Szent Márk tér, Dózse-palota, Harry’s Bar, Palazzo Giustinian, Palazzo Tiepolo                    |